# Gewone dauwerebia
De gewone dauwerebia (Erebia pandrose) is een vlinder uit de onderfamilie Satyrinae, de zandoogjes en erebia's.
De gewone dauwerebia komt in algemeen voor in Scandinavië, en aangrenzend Rusland (de schiereilanden Kola en Kanin). Hij vliegt daar op vochtige graslanden met struiken en op grazige berghellingen. De vlinder vliegt hier van 900 tot 1200 meter boven zeeniveau in het zuiden van Scandinavië, in Lapland vanaf zeeniveau. De gewone dauwerebia komt ook voor in de gebergtes Alpen, Apennijnen, Karpaten, Tatra, Balkan en Pyreneeën. Daar is de soort te vinden op stenige hellingen met grassen en kleine struikjes en vliegt op hoogtes van 1600 tot 3100 meter.
De spanwijdte van de gewone dauwerebia is 30 tot 38 millimeter. De vleugels hebben aan de bovenzijde een bruine grondkleur. Op de voorvleugel bevindt zich aan de buitenste helft een oranje veld met daarin zwarte stippen. Op de achtervleugel zijn zwak enkele oranje oogvlekken met zwart centrum te zien (soms ontbreekt het oranje geheel). De onderzijde van de achtervleugel heeft een grijze grondkleur met enig bruin. De voorvleugel is oranje met een bruine achterrand, en een grijs met bruine voorrand. Op de onderzijde bevinden zich zwarte stippen langs de buitenranden. De soort lijkt sterk op de Pyreneeëndauwerebia (Erebia sthennyo). 
Als waardplanten worden diverse grassen gebruikt, zoals zwenkgras, blauwgras, beemdgras en borstelgras. De soort overwintert als rups, meestal tweemaal.
De vliegtijd is van juni tot en met augustus.